# 阮玉琬琰
祿城公主阮玉琬琰（越南语：／；1815年—1863年9月30日），越南阮朝明命帝第三女，生母賢妃吳氏政。

## 生平
嘉隆十四年（1815年），阮玉琬琰在順化皇城出生。明命十四年（1833年），公主19歲，下嫁懷國公武性之孫、輕車都尉武慶之子武文美。明命十七年七月十八日（1836年8月29日），琬琰去世，享年二十二歲。明命帝追贈為安城公主，諡端潔，後改為祿城公主。
祿城公主育有一女。